# Carl von Moers
Carl von Moers (9 de diciembre de 1871-26 de mayo de 1957) fue un jinete alemán que compitió en la modalidad de concurso completo. Participó en los Juegos Olímpicos de Estocolmo 1912, obteniendo una medalla de plata en la prueba por equipos.

## Palmarés internacional
| Juegos Olímpicos | Juegos Olímpicos   | Juegos Olímpicos | Juegos Olímpicos |
| Año              | Lugar              | Medalla          | Categoría        |
| ---------------- | ------------------ | ---------------- | ---------------- |
| 1912             | Estocolmo (Suecia) | Medalla de plata | Por equipos      |